# Bob Stijnen
Bob Stijnen (Antwerpen, 19 juli 1939 – aldaar, 10 april 2014) was een Vlaams acteur. Hij was vooral actief in het theater maar speelde ook hoofdrollen in televisieseries als Familie en Nonkel Jef.

## Theater
Bob Stijnen was verbonden aan het Fakkelteater van 1956 tot 1990 en vervolgens aan het Echt Antwaarps Teater tot 1999.